# Sophie Auguste af Slesvig-Holsten-Gottorp
Sophie Auguste af Slesvig-Holsten-Gottorp (5. december 1630 – 12. december 1680) var datter af Hertug Frederik 3. af Slesvig-Holsten-Gottorp og Marie Elisabeth af Sachsen. Hun blev gift med Fyrst Johan 6. af Anhalt-Zerbst og var regent i Fyrstendømmet Anhalt-Zerbst fra 1667 til 1674.

## Børn
Sophie Auguste fik fjorten børn under ægteskabet med Johan 6., blandt dem:
1. Karl Vilhelm af Anhalt-Zerbst (1652–1718)
2. Anton Günther af Anhalt-Mühlingen (1653–1714)
3. Johan Ludvig 1. af Anhalt-Dornburg (1656–1704)
4. Sophie Auguste, Hertuginde af Sachsen-Weimar (1663–1694)